# Johann Bertram von Scheid genannt Weschpfennig
Johann Bertram von Scheid genannt Weschpfennig (* 16. November 1580 Schloss Heltorf; † 4. Juni 1662 Düsseldorf) war Amtmann, Direktor des bergischen Landtages und Obersthofmeister.

## Leben
Johann Bertram von Scheid ist der Sohn von Wilhelm von Scheid genannt Weschpfennig. Er erbte als Stammhalter die Adelssitze Bröl (Herrenbröl), Heltorf, Saurenbach und Rötzinghofen. Er studierte in Tübingen und unternahm dann eine Pilgerfahrt nach Jerusalem.
Am 31. Juli 1610 trat er die Nachfolge seines Onkels als Amtmann von Angermund an und wurde auch Amtmann von Landsberg. Nachdem er Kämmerer und Richter in Angermund wurde, wurde er am 8. Mai 1611 Wildförster im Amt Angermund und Holzgraf in der Huckinger Mark. Am 13. November 1620 wurde er fürstlich jülisch-bergischer Geheimer Rat. Am 1. August 1621 wurde er zum bergischen Landmarschall ernannt. 1625 wurde er von Pfalzgraf Wolfgang Wilhelm zum Direktor des Landtages ernannt. Dieser ernannte ihn später sogar zum Obristhofmeister. Am 27. Januar 1642 wurde Johann Bertram v. Scheidt genannt Weschpfennig von Kaiser Ferdinand III. in den erblichen Freiherrenstand erhoben. Da er nur zwei Töchter hatte, erlosch dieser aber wieder. Trotzdem fanden später entsprechende Eintragungen in Personenstandsregistern statt. Johann Bertram war seit dem 25. Oktober 1615 verheiratet mit Margaretha von Tengnagel, der Tochter des Drosten zu Ravenstein.

### Sonstiges
Johann Bertram von Scheid war Ziehvater von Philipp Wilhelm, dem Sohn des Pfalzgrafen.